# Eipper Quicksilver
Die Eipper Quicksilver ist ein ein- oder zweisitziges Ultraleichtflugzeug mit Dreiachsenkonstruktion des Herstellers Eipper Formance, der später in Quicksilver Manufacturing umbenannt worden ist.

## Geschichte

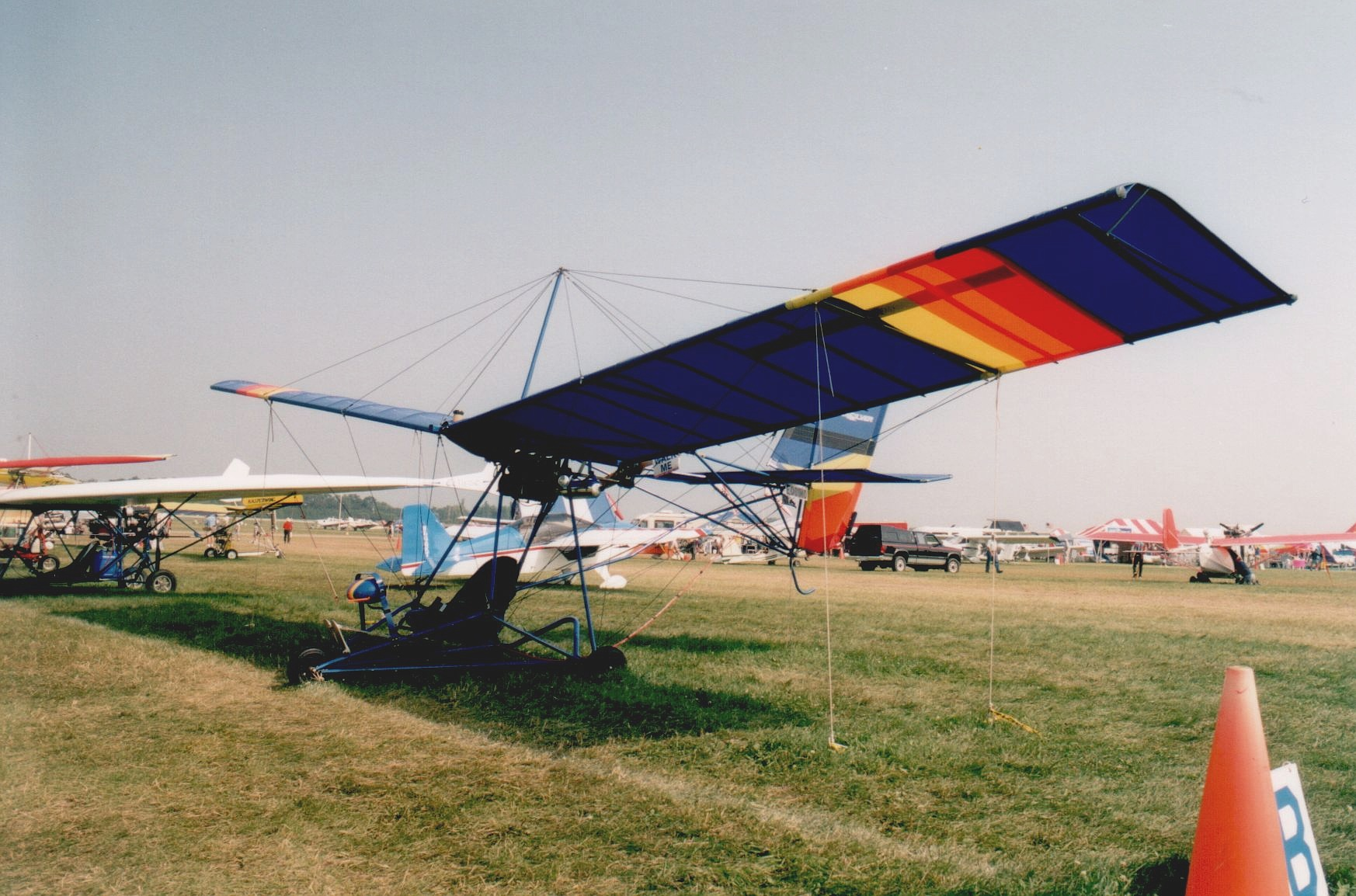
Quicksilver MX

Das erste Modell dieser Baureihe trug den Namen Quicksilver MX, war ein Einsitzer und kam Mitte der 1970er auf den Markt. Es hatte nur eine Zweiachsensteuerung und keine hinteren Bremsen. Es war mit Rädern, Kufen oder Schwimmern versehen. Dieser Entwurf stammt vom US-Amerikaner Bob Lovejoy. Im Jahr 1983 kam eine Spezialausführung des Flugzeugtyps für Polizeieinsätze auf dem Markt.

## Ausstattung

### Quicksilver MX II

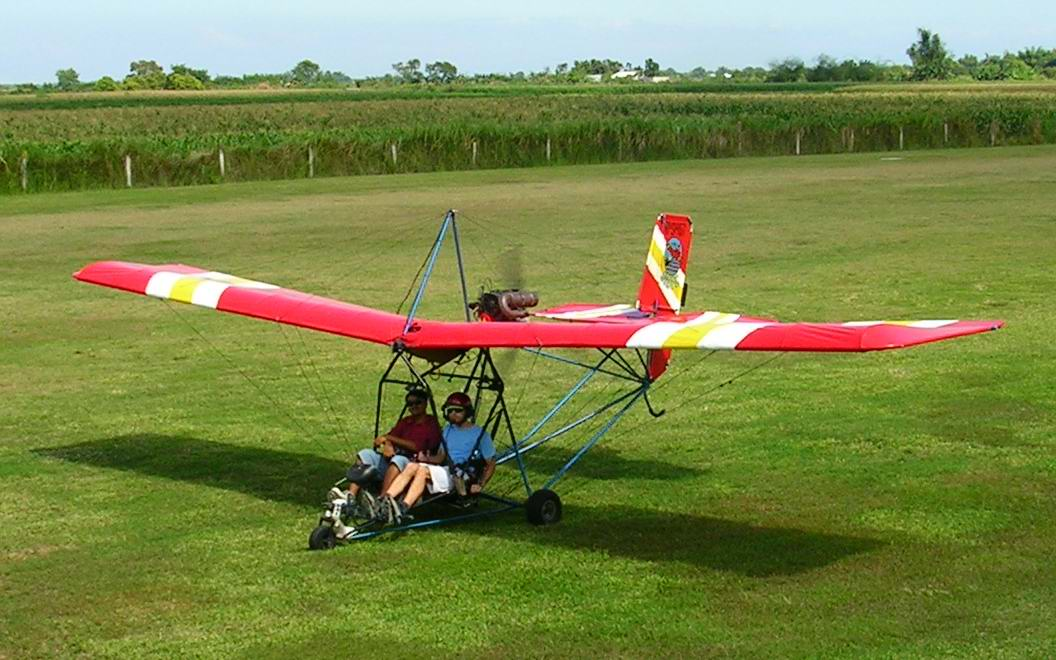
Quicksilver MX II

Diese Variante mit 2 Sitzplätzen kam 1982 auf den Markt und hatte ein offenes Cockpit.

### Quicksilver MX Super
Diese Variante war für Kunstflüge ausgelegt. In den ersten Modellen war ein Cuyuna-Motor eingebaut, spätere Modelle hatten einen Rotax-Motor.

### Quicksilver GT

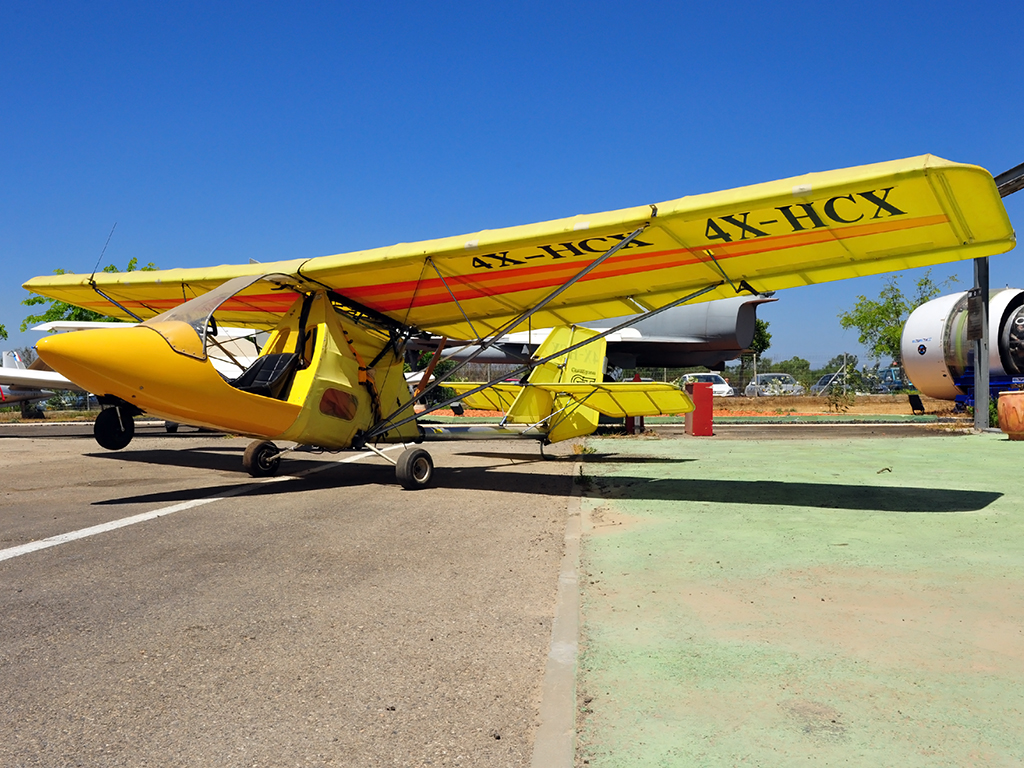
Quicksilver GT

Das erste Modell dieser Baureihe kam im Jahr 1984 auf den Markt. Die Rumpfstruktur der Variante Quicksilver GT besteht aus zweiteiligen Aluminiumrohren und hatte ein geschlossenes Cockpit aus Glasfaser. Zudem hatte sie Trapezflügel mit Klappen und Querruder sowie ein lenkbares Bugrad mit Reibungsbremse.

## Besondere Flugleistungen
Die Piloten André Fournel und Pierre Barret legten mit einer Quicksilver im August 1984 eine Strecke von 830 Kilometern zurück, zudem wurde auch eine Luftbetankung bei diesem Flug durchgeführt.
Der Firmenchef Lyle Barum flog als Stuntman eine MX in den Fernsehserien Fantasy Island und Remington Steele.

## Sonstiges
Die Modelle Quicksilver MX, Quicksilver MX II und Quicksilver MX Super waren als Bausatz oder komplett montiert für den Kunden bestellbar.

## Technische Daten
| Kenngröße             | Quicksilver MX                                                              | Quicksilver GT                                                              |
| --------------------- | --------------------------------------------------------------------------- | --------------------------------------------------------------------------- |
| Besatzung             | 1                                                                           |                                                                             |
| Länge                 | 5,51 m                                                                      |                                                                             |
| Spannweite            | 9,75 m                                                                      |                                                                             |
| Höhe                  | 2,95 m                                                                      |                                                                             |
| Flügelfläche          | 14,90 m²                                                                    |                                                                             |
| Flügelstreckung       | 6,4                                                                         |                                                                             |
| max. Startmasse       | 238 kg                                                                      |                                                                             |
| Antrieb               | ein Zwei-Zylinder-Zweitakter-Boxer-Rotax-Motor mit 25 kW (33,5 PS) Leistung | ein Zwei-Zylinder-Zweitakter-Boxer-Rotax-Motor mit 27 kW (36,7 PS) Leistung |
| Höchstgeschwindigkeit | 101 km/h                                                                    |                                                                             |
| Reisegeschwindigkeit  | 74 km/h                                                                     |                                                                             |
| Anfangssteigrate      | 243 m/min                                                                   |                                                                             |
| Reichweite            | 153 km                                                                      |                                                                             |
| Gipfelhöhe            | 3050 m                                                                      |                                                                             |
| Startstrecke          | 20 m                                                                        |                                                                             |

## Zwischenfälle
In der Nutzungszeit diese Flugzeugtyps gab es bisher 68 Unfälle mit 32 Toten.